# Омс, Мануэль де
Мануэль де Омс и де Санта Пау, 1-й маркиз де Кастельдосриос (исп. Manuel de Oms y de Santa Pau, primer marqués de Castelldosrius; 1651, Барселона — 24 апреля, 1710, Лима) — испанский дипломат, литератор и колониальный чиновник. Вице-король Перу с 1707 по 1710 год.

## Ранняя карьера
Мануэль де Омс родился в Барселоне в 1651 году в древней каталонской аристократической семье.
Первой значительной должностью, которую занял де Омс, была должность губернатора Таррагоны с 1677 по 1681 год, когда он был назначен на должность посла в Португалии. В 1698 году последний испанский король из династии Габсбургов, Карлос II, назначил его послом при дворе Людовика XIV. 
Де Омс был франкофилом и в войне за испанское наследство поддержал Бурбонов и сражался на стороне Герцога Анжуйского (будущего короля Филиппа V. Именно де Омсу как послу во Франции суждено было сообщить Людовику XIV о завещании короля Карлоса II, по которому на испанский трон должен был вступить Герцог Анжуйский, внук Людовика XIV.
В качестве награды за поддержку, Филипп V в 1704 году назначил де Омса вице-королём Перу, но в должность он вступил только в 1707 году.

## Вице-король Перу
Вступив в должность 7 июля 1707 года новый вице-король первым делом обложил высоким налогом всё население Перу, а также приказал ускорить добычу серебра. Все эти меры были предприняты для сбора и отправки средств в Испанию, чьё финансовое положение пошатнулось после многолетней войны. В конечном итоге де Омс послал в Испанию около 1600000 песо. Повышение сборов вызвало в колонии массовые протесты среди торговцев, их также возмущало открытие главного торгового порта Перу Кальяо для французских торговых судов. 
На посту вице-короля Мануэль де Омс столкнулся с активизировавшимися английскими каперами, так в 1708 году Чарльз Уоджер и Томас Колб совершили нападение на часть испанского серебряного флота в порту Картахены (современная Колумбия, в то время территория вице-королевства Перу). Также в 1709 и 1711 годах Вудис Роджерс нападал на перуанское побережье. Для борьбы с нападениями де Омс сформировал флот.
В Перу процветала контрабанда, французские товары насыщали рынок, доставляли их, как правило, в обход таможни через маленький городок Писко, в 200 километрах южнее Лимы. Среди населения Перу было распространено мнение, что в контрабанду были вовлечены родственники вице-короля, либо он сам покровительствовал французам, и в 1709 году де Омс был обвинён в растрате и контрабанде. Его было почти лишили должности, но в его пользу сыграли те огромные суммы денег, которые он посылал в Испанию, и король оставил его в должности. Однако собственность де Омса в Каталонии была конфискована в пользу короны, но после его смерти была возвращена наследникам в 1714 году.
Оставленный в должности де Омс договорился с торговцами о выдворении французов из торговых портов вице-королевства, но это не было успешным решением, поскольку, лишившись французской поддержки и защиты, испанские караваны, отправленные из Перу, подвергались опасности со стороны британцев, расположенных на Ямайке.

## Как литератор
Мануэль де Омс бы высоко образованным и культурным человеком, он перевёл некоторые труды Фомы Аквинского, а также написал несколько самостоятельных произведений. В Лиме он основал литературную академию в 1709 году и проводил еженедельные литературные вечера в своём дворце, к которым он привлекал ряд местных известных литераторов. Де Омс также покровительствовал некоторым местным поэтам. В Перу он вводил французскую и итальянскую моду как более прогрессивную в то время.

## Кончина
Мануэль де Омс скончался от постигнувшей его болезни в Лиме 24 апреля 1710 года. Его сердце было отправлено в Испанию, а тело было погребено в Лиме. После де Омса Перу на временной основе возглавил президент аудиенции Мигель Нуньес де Санабриа.